# Trépanage
Ne doit pas être confondu avec Trépanation.
Le trépanage est une technique d'usinage par enlèvement de copeaux avec un trépan, et aussi par tête à aléser.
L'usinage est généralement peu profond.
Pour une utilisation plus profonde, on utilise le terme carottage, qui est souvent fait par scie cloche diamantée, comme pour le béton.
En médecine, le terme trépanation est utilisé.
Pour les diamètres peu importants et pour être plus rapide, on utilise aussi la technique de la scie cloche, très utilisée sur le bois et aussi le métal.